# Світло в Коорді
«Світло в Коорді» (ест. Valgus Koordis) — радянська кіноекранізація однойменної повісті Ганса Леберехта 1951 року. Фільм оповідає про організацію перших колгоспів в післявоєнній Естонії і класову боротьбу в селі.

## Сюжет
Пауль Рунге, колишній наймит, демобілізувався після Великої Вітчизняної війни з Червоної Армії і, повернувшись до рідного села, бере активну участь в організації колгоспу, долаючи опір багатих власників…

## У ролях
- Георг Отс — Пауль Рунге, колишній наймит
- Александр Рандвійр — Вао
- Валентина Терн — Айно
- Ільмар Таммур — Муулі
- Рудольф Нууде — Маасалу
- Еві Рауер — Роосі
- Хуго Лаур — Сааму, наймит
- Антс Ескола — Кянд
- Олев Тінн — Тааксалу
- Ельмар Ківіло — Семідор
- Іоханнес Кальола — Прійду
- Франц Мальмстен — Янсон
- Лембіт Раяла — Курвест
- Арнольд Касук — Камар
- Антс Лаутер — епізод
- Мета Лутс — епізод
- Еллен Лійгер — суддя
- Микола Бармін — Воробйов
- Ніна Мамаєва — епізод

## Знімальна група
- Автори сценарію: Юрій Герман, Ганс Леберехт
- Режисер-постановник: Герберт Раппапорт
- Оператор-постановник: Сергій Іванов
- Композитори: Еуген Капп, Борис Кирвер
- Художник-постановник: Семен Малкін
- Режисери: М. Руф, Е. Кайду
- Оператори: Е. Гольдберг, К. Соболь
- Звукооператор: Григорій Ельберт
- Художник по костюмах: Т. Левицька
- Художник-гример: В. Соколов
- Художник-декоратор: Іван Знойнов
- Монтаж: Д. Ландер
- Редактор: Сільвія Кійк
- Асистент режисера: А. Фролова, М. Шейнін
- Асистенти оператора: В. Фомін
- Директор: Ю. Поляков